# Cnemotriccus fuscatus
Cnemotriccus fuscatus е вид птица от семейство Tyrannidae, единствен представител на род Cnemotriccus.

## Разпространение
Видът е разпространен в Аржентина, Боливия, Бразилия, Колумбия, Еквадор, Френска Гвиана, Гвиана, Парагвай, Перу, Суринам, Тринидад и Тобаго и Венецуела.